# Fichtenberg
Fichtenberg er en bydel i Mühlberg ved Elben i den brandenburgske landkreis Elbe-Elster i Tyskland og ligger omkring fem kilometer sydøst for byen.
51°24′15″N 13°15′13″Ø / 51.4041°N 13.2537°Ø